# مستقيم (رياضيات)

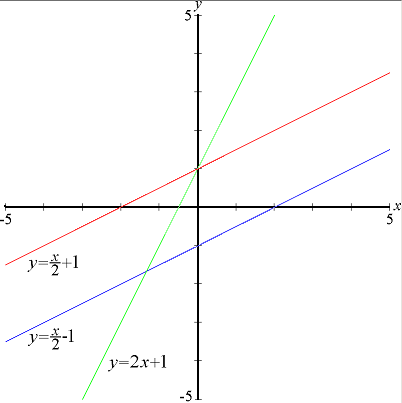
ثلاث خطوط مستقيمة في المستوي الديكارتي

المستقيم (بالإنجليزية: Line)‏ هو كائن رياضي يتشكل من نقاط متسامتة، له طول لانهائي وعرض يتناهى للصفر ويحتوي على عدد لا نهائي من النقاط، ويوجد في الهندسة الإقليدية مستقيم وحيد يمر من نقطتين في الفضاء، ويعطي المستقيم أقصر مسافة بين أي نقطتين. والمستقيم يمتد إلى ما لا نهاية من الجهتين.
ومن الممكن لمستقيمين في المستوى أن يكونا متوازيين، أو متقاطعين عند نقطة واحدة، ومن الممكن في الفراغ لمستقيمين أيضًا أن يكونا متخالفين، أي أنهما لا يتقاطعان أبدًا ولذلك لا يقعان في مستوى واحد.

## التعريفات مقابل الأوصاف
كل تعريفات المستقيم في نهاية الأمر دائرية بطبيعتها، لأنها تعتمد على مفاهيم، تحتاج هي بدورها إلى تعريف، ولا يمكن السير في هذا الاتجاه إلى ما لا نهاية بدون الرجوع إلى نقطتة الانطلاق. من أجل تجنب هذا الأمر، لا بد من اعتبار بعضٍ من المفاهيم أوليةَ لا تحتجن إلى تعريف. في الهندسة، عادة ما يعتبر مفموه الخط المستقيم مفهوما أوليا، لا يحتاج إلى تعريف.

## في الهندسة الأقليدية

### في الإحداثيات القطبية
انظر إلى نظام إحداثي قطبي وإلى نظام إحداثي ديكارتي.